# Станіслав Потоцький (київський воєвода)
Станісла́в Пото́цький (пол. Stanisław Potocki; 1698 — 8 лютого 1760) — польський шляхтич, військовий і політичний діяч Речі Посполитої, меценат, архітектор. Єдиний син Юзефа Потоцького.

## Родовід
|  |                           |  |  |  |  |  |  |  |  |  |  |  |  |  |  |  |
|  | Андрій Потоцький          |  |  |  |  |  |  |  |  |  |  |  |  |  |  |  |
|  |                           |  |  |  |  |  |  |  |  |  |  |  |  |  |  |  |
|  |                           |  |  |  |  |  |  |  |  |  |  |  |  |  |  |  |
|  | Йосиф Потоцький           |  |  |  |  |  |  |  |  |  |  |  |  |  |  |  |
|  |                           |  |  |  |  |  |  |  |  |  |  |  |  |  |  |  |
|  |                           |  |  |  |  |  |  |  |  |  |  |  |  |  |  |  |
|  | Анна Рісинська            |  |  |  |  |  |  |  |  |  |  |  |  |  |  |  |
|  |                           |  |  |  |  |  |  |  |  |  |  |  |  |  |  |  |
|  |                           |  |  |  |  |  |  |  |  |  |  |  |  |  |  |  |
|  | Станіслав Потоцький       |  |  |  |  |  |  |  |  |  |  |  |  |  |  |  |
|  |                           |  |  |  |  |  |  |  |  |  |  |  |  |  |  |  |
|  |                           |  |  |  |  |  |  |  |  |  |  |  |  |  |  |  |
|  | Вацлав Лещинський         |  |  |  |  |  |  |  |  |  |  |  |  |  |  |  |
|  |                           |  |  |  |  |  |  |  |  |  |  |  |  |  |  |  |
|  |                           |  |  |  |  |  |  |  |  |  |  |  |  |  |  |  |
|  | Вікторія Лещинська        |  |  |  |  |  |  |  |  |  |  |  |  |  |  |  |
|  |                           |  |  |  |  |  |  |  |  |  |  |  |  |  |  |  |
|  |                           |  |  |  |  |  |  |  |  |  |  |  |  |  |  |  |
|  | Софія Христина Опалінська |  |  |  |  |  |  |  |  |  |  |  |  |  |  |  |
|  |                           |  |  |  |  |  |  |  |  |  |  |  |  |  |  |  |
|  |                           |  |  |  |  |  |  |  |  |  |  |  |  |  |  |  |

## Біографія

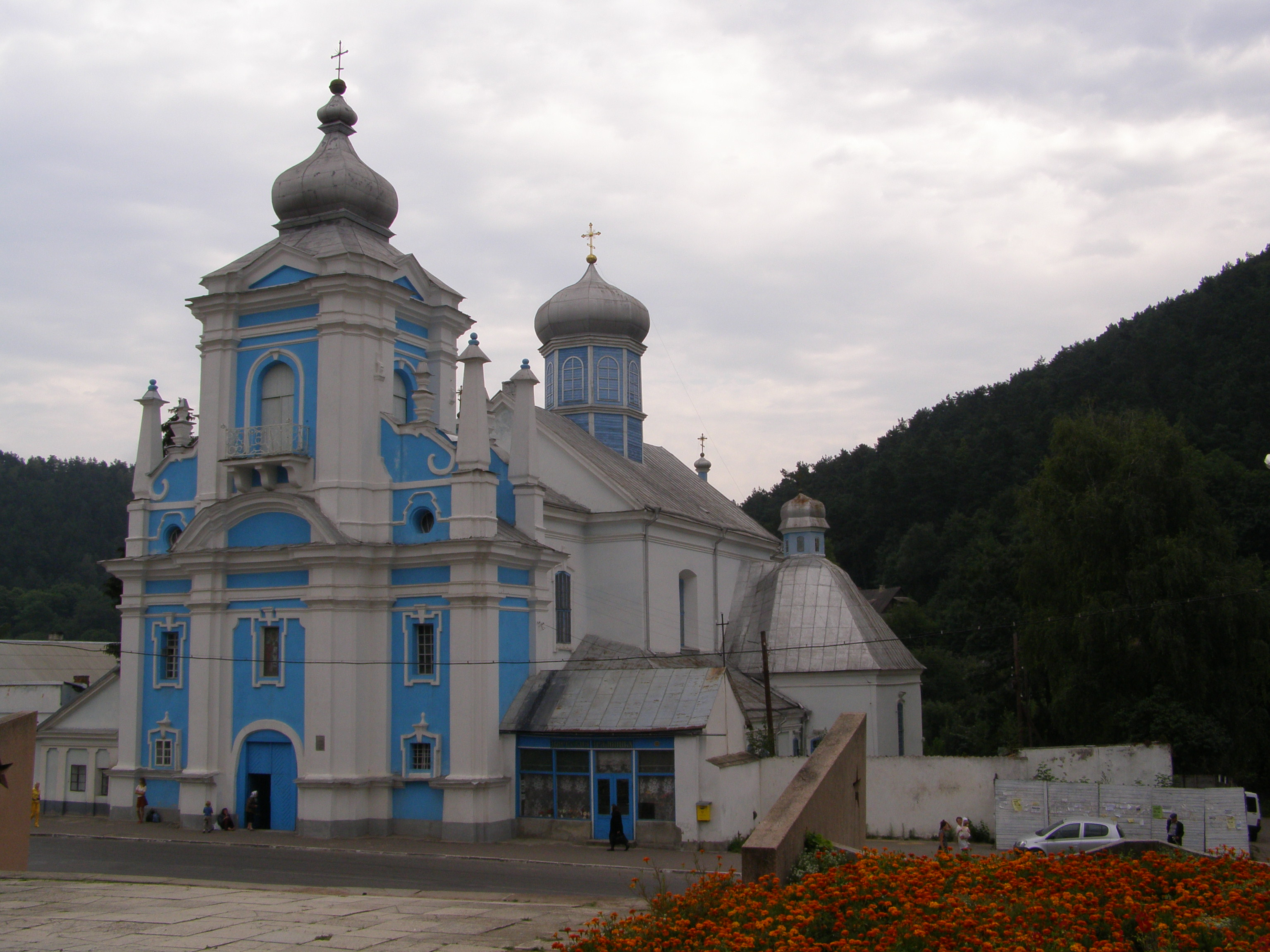
Колишній францисканський костел, Крем'янець

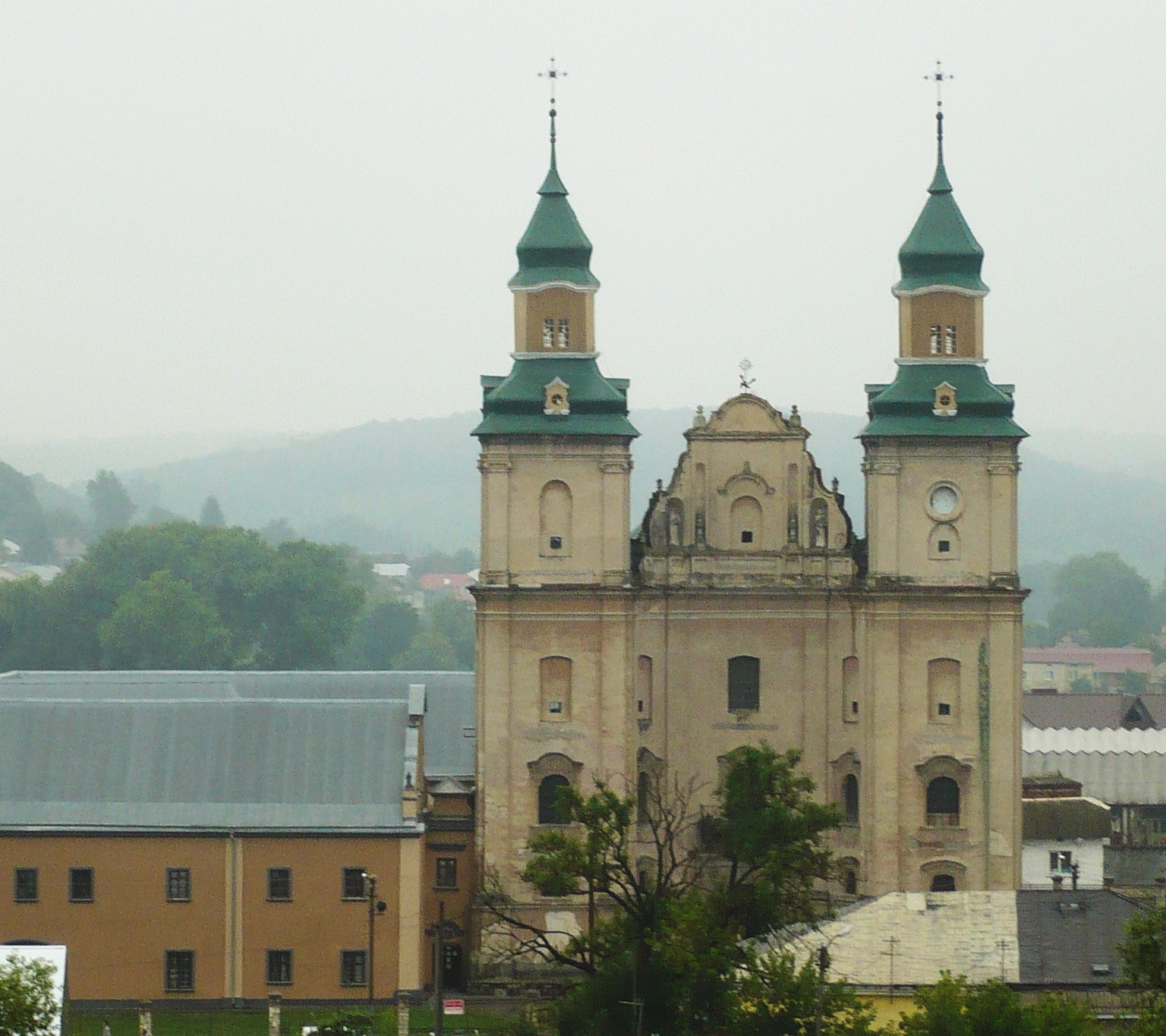
Костел оо. Бернардинів, Збараж

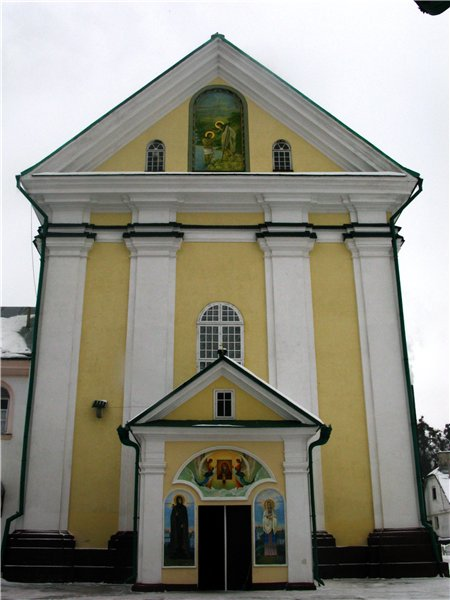
Колишній костел реформатів, Крем'янець. Місце поховання серця

Народився в селі Тязів (пол. Cieżów (нині Івано-Франківського району Івано-Франківської області, Україна), охрещений у воді в березні 1698 року, урочистий акт хрещення відбувся в листопаді.
Правдоподібно, навчався у станиславівських школах. Під час битви під Калішем був з мамою в таборі, надалі теж перебував у ньому, між іншим у Гданську.
У 1720 та 1722 роках був маршалком галицьких сеймиків, що передували вальним сеймам тих років, на які його обирали послом від Галицької землі (також був у 1724 році). У 1723 році — маршалок Радомського трибуналу. Посол на сейм у Гродні (Городні) в 1729 (від Галицької землі, був одним з 20-ти послів, які 30 серпня підписали маніфест, що не визнавав його легальність, чим зірвали сейм) і 1730 (від Брацлавського воєводства) роках. Посол сейму 1732 у Варшаві (від Галицької землі).
Під час безкоролів'я — маршалок конфедерації, утвореної 10 березня 1733 в Галичі. 12 вересня брав участь у виборах королем Станіслава Лещинського. На момент проголошення батьком у березні 1735 року маніфесту про перехід «дому Потоцьких» на сторону короля Августа ІІІ перебував у Волощині з іншими прихильниками С. Лещинського. Відсутність єдності серед Потоцьких тішила Францішека Максиміліяна Оссолінського.
У 1736 році керував роботами зі зміцнення фортифікацій і розбудови міста Станиславова: розширено та зміцнено мури (згідно системи С. Фаубана), збудовано чотири нові вежі; у 1739 р. фортеця витримала напад козаків, за це С. Потоцький оплатив виготовлення та встановлення статуї Богородиці на Галицькому передмісті. З полковником коронної артилерії Кристіяном Дальке працювали над уфортифікуванням Кам'янця-Подільського, Ченстохови. Разом з белзьким воєводою Антонієм Міхалом Потоцьким допомагав батькові ліквідувати результати сейму 1740 р. У середині 1741 під час війни за австрійську спадщину підтримував батька в його спробах організувати конфедерацію з метою скерувати її проти Августа ІІІ та Московії.
Надвірне військо С. Потоцького складалося з 600 жовнірів-піхотинців, 200 драгунів, 200 яничарів, близько 2000 козаків. Утримував також оборонний замок у Бродах.
Помер 8 лютого 1760 року. Тіло перевезл із Залізців до костелу оо. Бернардинів у Збаражі, де відбулось урочисте поховання. Промови мали ксьондзи Ян Гаєвський, Венантій Тишковский. Серце поховали в костелі оо. Реформатів у (Крем'янці).

### Власність
У молодості отримав від батька частину давніх його королівщин; 1719 року був старостою гродовим галицьким і снятинським, у 1720 році старостою коломийським. 1732 р. батько за дозволом короля переказав правом «доживотя» Лежайське староство. Після батька став дідичем Умані, Бродів. Також був власником Станиславова (підписав права і привілеї діда Анджея та існування в місті вірменської ґміни, якою керували на основі магдебурзького права), Тернополя, Залізців, Золотого Потоку, Збаража (Руське воєводство), Немирова (Брацлавське воєводство), Константинова (Подільське воєводство), Юзефова (Люблінське воєводство), Кротошина (Каліське). 1751 року в Дунаївцях записав фундуш для будівництва в місті костелу капуцинів. Дідичні маєтки успадкував сам. У 1755 році від старости селецького Міхала Вельгорського отримав Тисменицю — давнє дідицтво Потоцьких. Перша дружина привнесла Сосницю в Руському воєводстві.

### Посади
У 1726 році батько почав домагатися надання йому посади стражника великого литовського, яку отримав у 1728 році. Воєвода смоленський (8 травня 1735 р., від Авґуста ІІІ, який хотів об'єднати «патріотів»; номінально, або титулярний), київський (призначений або номінований 4 вересня 1744, відставка у 1756), познанський (з 1746). Вживав титул генерального старости Київської землі.

### Сім'я
Перша дружина — Маріанна з Лащів, дочка белзького воєводи Александера Міхала. Діти:
- Антоній,
- Анна — дружина Франциска Салезія Потоцького.

Друга дружина — Гелена Замойська (від 1733 р., померла 27 грудня 1760 р. в Бродах). Діти:
- Юзеф — крайчий коронний,
- Пйотр — снятинський староста,
- Францішек Ксаверій — лежайський староста,
- Вінцентій — військовий і політичний діяч Речі Посполитої (Республіки Обох Націй), меценат, колекціонер,
- Теофілія — дружина Авґуста Мошинського
- Вікторія — дружина Людовика Потія
- Людвіка — дружина Іґнація Цетнера.

### Меценат
- Гроші для єзуїтів у Станиславові,
- 1752 року розпочали перебудову Станиславівського костелу єзуїтів (особисто планував, керував),
- Гроші для костелу бернардинів у Збаражі (консекрований 3 серпня 1755 року, 1757 року була фундація великого вівтаря),
- Гроші для костелу августиянів у Залізцях, костелу францисканів (нині — церква святого Миколая) у Крем'янці,
- Гроші для коронації чудотворних ікон Матері Божої:
  - костел домініканів у Львові (1751),
  - костел бернардинів у Лежайську (1752),
  - костел єзуїтів на Пяску, Ярослав (1756),
- фундатор кляшторів оо. Тринітаріїв у Станиславові, Томашеві, Кротошині,
- реконструкція замку у Бродах,
- надавав кошти для опіки молоді з бідних шляхетських сімей.[6]

### Нагороди
Нагороджений орденом Білого Орла (3 серпня 1742 року).

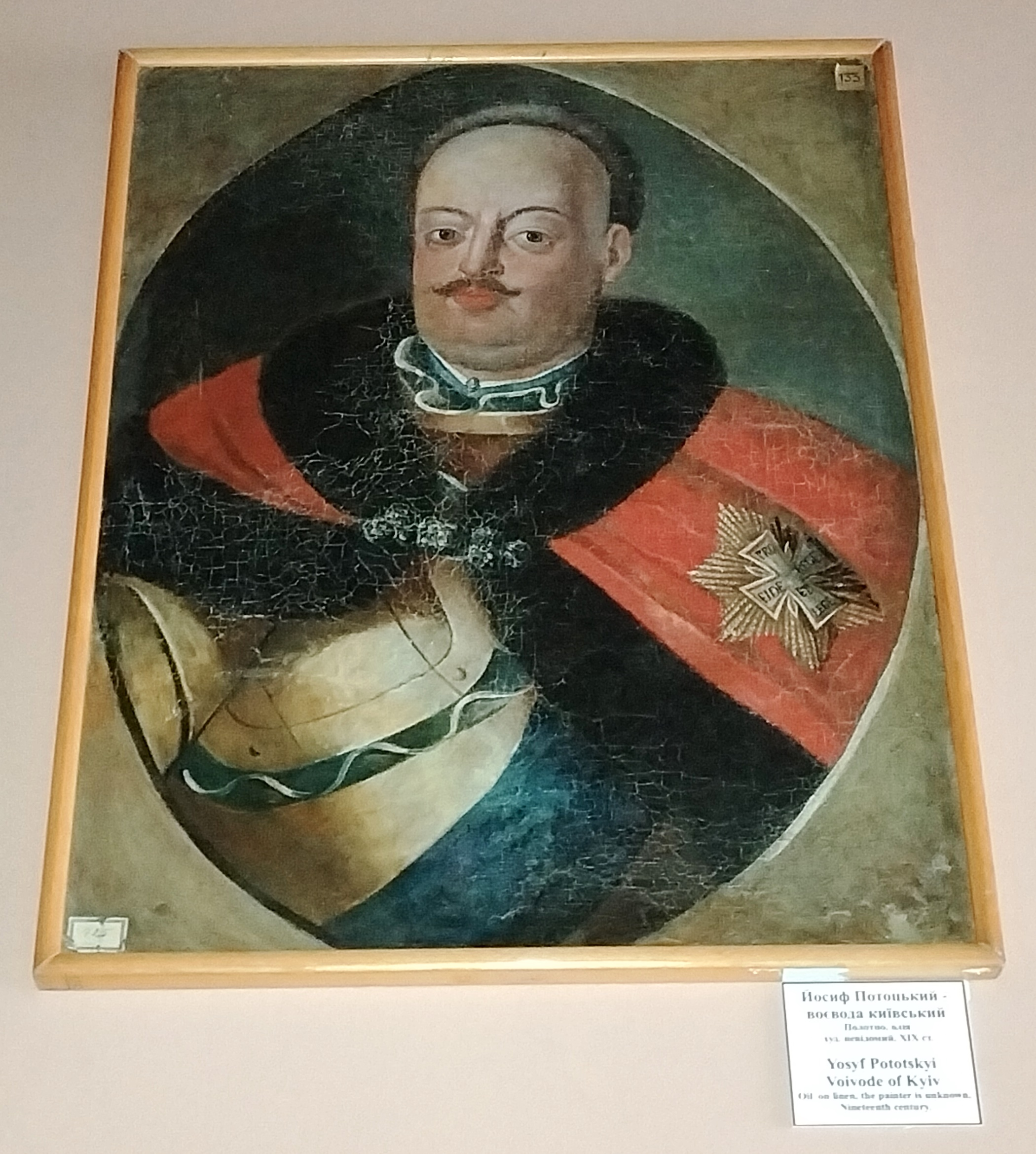
Портрет Станіслава Потоцького роботи невідомого художника XIX ст. Збаразький замок